# Kamienica Pod Złotym Karpiem w Krakowie
Kamienica Pod Złotym Karpiem (Bruzikowska, Śrubinowska) – zabytkowa kamienica znajdująca się w Krakowie, w dzielnicy I przy Rynku Głównym 10, na Starym Mieście.
Zbudowana została w pierwszej połowie XIV wieku. W XV wieku dobudowano drugie piętro, a na początku XVI wieku – trzecie.
W XVI wieku kamienica należała do bogatych rodzin kupieckich: do 1545 roku jej właścicielami byli Morsztynowie, do 1587 Wanzamowie, a do 1595 Gutteterowie. Pod koniec XVI wieku przeprowadzono dużą modernizację nowożytną.
W roku 1602 mieszkał w niej królewski malarz Tomasz Dolabella. W XVII wieku dom należał do Pawła Bruzika, a od 1640 do Teodozjusza Śrubina. W XVIII wieku kamienicę zamieszkiwały zamożne familie kupieckie: Marchetti, Toriani, Belli, Leśkiewiczowie. Około 1830 roku Jan Wincenty Kopff wykonał w pomieszczeniach pierwszego piętra klasycystyczne polichromie z pejzażami. W 1850 pożar strawił oficyny (odbudowane rok później). W latach 70. XIX wieku Jacek Matusiński przebudował kamienicę dla rodziny Hessów (zmiana parteru, dachu i fasady). W czasie remontu w 1906 roku różne zabytkowe detale przekazano do Muzeum Narodowego w Krakowie. W 1930 roku na parterze pojawiły się witryny o awangardowej formie według projektu Jerzego Struszkiewicza. W latach 1959–1962 przywrócono klasycystyczną dekorację fasady, a między 1973 a 1975 gruntownie przebudowano oficyny (włączenie do pasażu Bielaka). Z dawnej dekoracji i wyposażenia zachowane zostały jedynie strop i renesansowe i klasycystyczne polichromie na pierwszym piętrze.
23 listopada 1965 kamienica została wpisana do rejestru zabytków. Znajduje się także w gminnej ewidencji zabytków.